# Богдан Хмельницкий (фильм, 1941)
«Богдан Хмельницкий» — советский чёрно-белый художественный фильм о Богдане Хмельницком, снятый на Киевской киностудии в 1941 году. Для любой зрительской аудитории.

## История создания
В основу сценария фильма была положена одноимённая драма Александра Корнейчука 1938 года, которая до этого ставилась в театрах СССР (в том числе в Малом театре) и за которую в 1941 автор был удостоен Сталинской премии первой степени.
Фильм вышел на экраны в марте 1941 года.

## Сюжет
Историко-пропагандистская лента, в центре которой первые этапы восстания Хмельницкого, в том числе битва при Жёлтых Водах и взятие Корсуни в 1648 году.

## В ролях
- Николай Мордвинов — Богдан Зиновий Хмельницкий, гетман войска Запорожского
- Гарэн Жуковская — Гелена Чаплинская, жена Хмельницкого
- Никита Ильченко — полковник Максим Кривонос
- Борис Безгин — полковник Иван Богун
- Андрей Иванченко — полковник Опанас
- Виталий Полицеймако — полковой писарь Лизогуб
- Михаил Жаров — дьяк Гаврило
- Антон Дунайский — казак Шайтан
- Борис Андреев — казак Довбня, сын Шайтана/ боярин Пушкин, московский посол
- Ростислав Ивицкий —  старый казак Тур
- Дмитрий Капка — казак Кожух
- Палладий Белоконь — казак Пивень
- Павел Пасека — Сторожевой
- Александр Хвыля — Кобзарь
- Михаил Высоцкий — сотник Тыква
- Эмма Цесарская — шинкарка
- Дмитрий Милютенко — Николай Потоцкий, коронный гетман Речи Посполитой
- Ханс Клеринг — пан Чаплицкий
- Василий Зайчиков — Адам Кисель, воевода, сенатор Речи Посполитой
- Касим Мухутдинов — Мурза перекопский Тугай-бей
- Генрих Грайф — Стефан Потоцкий, польский полководец, сын Николая Потоцкого
- Александр Давидсон — ксёндз Лентовский
- Самуил Дитлович — шляхтич
- Осман Абдурахманов — казак-гигант
- С. Самульчик — джура гетьмана
- Б. Свешников — князь Трубецкой, московский посол
- Эмилия Мильтон — Потоцкая (нет в титрах)
- Михаил Белоусов — Пшегодский (нет в титрах)
- Павел Киянский — эпизод (нет в титрах)

## Съёмочная группа
- Автор сценария: Александр Корнейчук
- Режиссёр: Игорь Савченко
- Оператор: Юрий Екельчик
- Художник: Яков Ривош
- Композитор: Сергей Потоцкий
- Звукорежиссёр: Рива Бисноватая
- Комбинированные съёмки:
  - Художник: В. Королёв
- Директор группы: Владимир Чайка

## Награды
- Сталинская премия I степени (1942, удостоены режиссёр И. Савченко, оператор Ю. Екельчик, актёр Н. Мордвинов).

## Отзывы о фильме
- Картина «Богдан Хмельницкий» принадлежит к произведениям художников, по определению Белинского, «вполне выражающих и воспроизводящих в своих изящных созданиях дух того народа, среди которого они рождены и воспитаны, жизнию которого они живут, духом которого они дышат, выражающих в своих творческих произведениях его внутреннюю жизнь до сокровеннейших глубин и биений»[1].